# Lucas Bryant

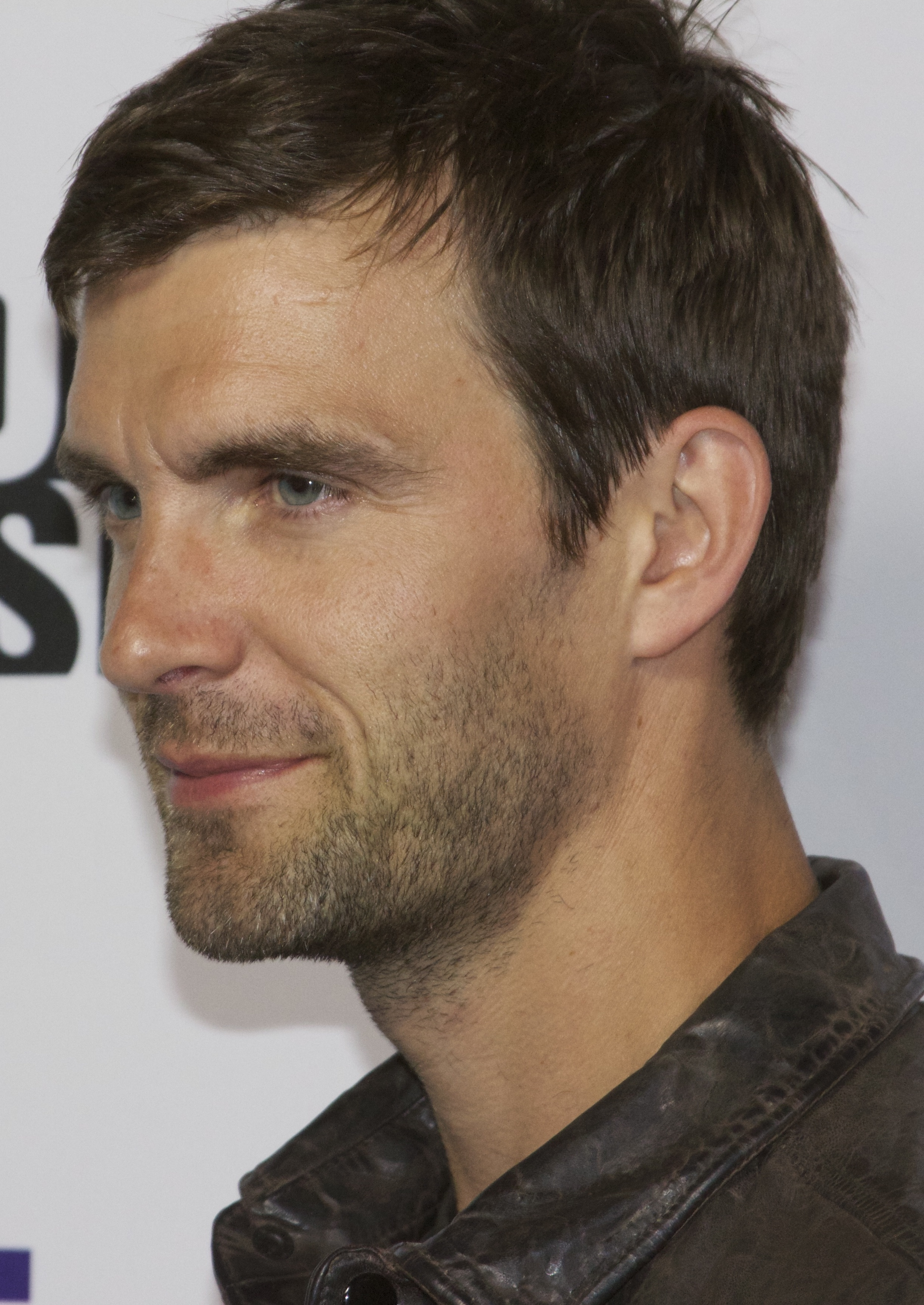
Lucas Bryant (2013)

Lucas Bryant (* 28. September 1978 in Elmira (Ontario), Kanada) ist ein kanadisch-amerikanischer Schauspieler. Bryant wurde bekannt durch seine Rolle als Nathan Wuornos in der Syfy-Fernsehserie Haven (2010–2015).

## Leben und Karriere
Bryant ist der Sohn von Susan Hodges Bryant und M. Darrol Bryant. Sein Vater stammt aus North Dakota. Seine Mutter wurde ebenfalls in den Vereinigten Staaten geboren und ist dort aufgewachsen. 
Bryant absolvierte die Elmira District Secondary School und studierte Schauspiel am Sheridan College in Oakville, Ontario.
Bryant ist mit der Schauspielerin und Personaltrainerin Kirsty Hinchcliffe verheiratet. Sie haben zwei Kinder und leben seit Juli 2010 in Santa Monica, Kalifornien. Derzeit besitzt er die kanadische und die US-amerikanische Staatsbürgerschaft.

## Filmografie

### Filme
- 2006: Sonntag Morgen
- 2007: Hass-Musicals
- 2012: Für immer Liebe
- 2015: Der Mädchenkönig
- 2016: Tulpen im Frühling
- 2016: Sommerliebe
- 2018: Gehen Sie nach Vegas

### Fernsehserien
- 2002: Queer as Folk
- 2003: Spielmacher
- 2003: Ein Amerikaner in Kanada
- 2004: Verrückte Canucks
- 2004: Die elfte Stunde
- 2004: Odyssey 5
- 2005: Mehr Sex & die alleinerziehende Mutter (More Sex & the Single Mom)
- 2005: Queer as Folk
- 2005: Sex, Liebe & Geheimnisse
- 2006: Spielhaus
- 2008: MVP
- 2008: Faux Baby
- 2008: Eine sehr fröhliche Tochter der Braut
- 2009: Dollhouse
- 2010–2015: Haven (78 Folgen)
- 2011: Perfekter Plan
- 2012: Frohe Schwiegereltern
- 2013: CSI: Vegas
- 2013: Geknackt (Cracked)
- 2013: Beauty and the Beast
- 2016: Schieße auf den Messenger
- 2016: Geheimer Sommer
- 2018: Frankie Drake Mysteries
- 2018, 2019: Private Eyes (2 Folgen)
- 2019: Marvel’s Agents of S.H.I.E.L.D